# Epimedium shuichengense
Epimedium shuichengense är en berberisväxtart som beskrevs av S.Z. He. Epimedium shuichengense ingår i släktet sockblommor, och familjen berberisväxter. Inga underarter finns listade i Catalogue of Life.